# Iuciîn, Hoșcea
Iuciîn (în ucraineană Ючин) este un sat în comuna Krînîcikî din raionul Hoșcea, regiunea Rivne, Ucraina.

## Demografie
Componența lingvistică a localității Iuciîn
     Ucraineană (100%)
Conform recensământului din 2001, toată populația localității Iuciîn era vorbitoare de ucraineană (100%).